# Shirley Ann Grau
Shirley Ann Grau   (Nova Orleans, 8 de juliol de 1929 - Kenner, 3 d'agost de 2020) fou una escriptora estatunidenca. Gran part de la seva infantesa la va viure entre Montgomery i Selma, a l'estat d'Alabama, amb la seva mare. El 1950 es va graduar al Newcomb College de la Tulane University. Amb la novel·la The Keepers of the House va obtenir el Premi Pulitzer de ficció el 1965. La seva obra explora temes de la literatura feminista com l'avortament i la situació de la dona nord-americana de meitats de segle XX als Estats Units, i altres com la mort, la destrucció o el mestissatge racial, sovint situades al Deep South nord-americà.

## Obres
- The Black Prince, and Other Stories (recull de contes; 1955)
- The Hard Blue Sky (1958)
- The House on Coliseum Street (1961)
- The Keepers of the House (1964), Premi Pulitzer de ficció 1965
- The Condor Passes (1971)
- The Wind Shifting West (recull de contes; 1973)
- Evidence of Love (1977)
- Nine Women (recull de contes; 1986)
- Roadwalkers (1994)
- Selected Stories (2006)